# Opera (navegador)
Opera es un navegador web creado por la empresa noruega Opera Software. Actualmente propiedad de Golden Brick Capital, empresa China de inversión. Usa el motor de renderizado Blink. Tiene versiones para computadoras de escritorio, teléfonos móviles y tabletas.
Los sistemas operativos compatibles con Opera de escritorio son Microsoft Windows, macOS y GNU/Linux (Ubuntu, Fedora 64-bit) entre otros. Los sistemas operativos móviles soportados son Maemo, BlackBerry, Symbian, Windows Mobile, Windows Phone, Android e iOS; así como la plataforma Java ME.
Existe también una suite de Internet antigua de Opera, basada en el motor Presto, que aún sigue recibiendo soporte de seguridad (versión 12.17 para Windows y versión 12.16 para otros sistemas operativos).
Opera ha sido pionero en originar características que han sido posteriormente adoptadas por otros navegadores web, como por ejemplo el Acceso Rápido (Speed Dial).

## Historia

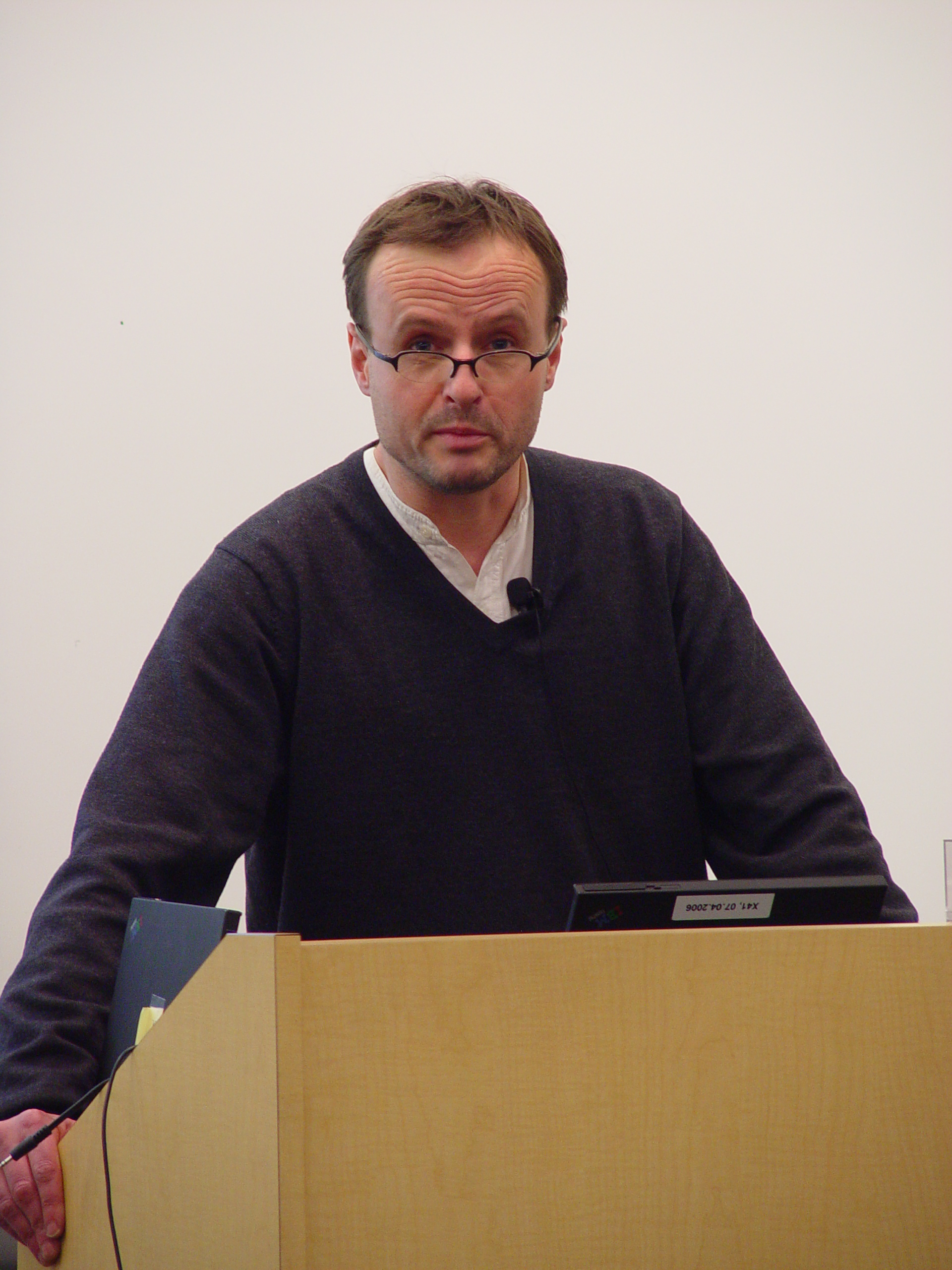
Håkon Wium Lie, director técnico de la empresa Opera Software y creador del estándar web CSS.

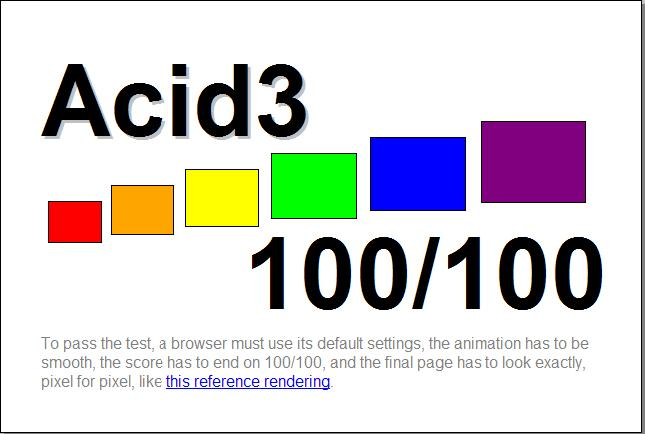
Resultados del Acid3 en Opera.

### Inicios
El navegador comenzó en 1995 como un proyecto de investigación en Telenor, una empresa de telecomunicaciones noruega. En 1995, la empresa se ramificó y quedó en manos de Opera Software.
La primera versión pública del software vio la luz el 30 de abril de 1996 en su versión 2.0, la cual solo funcionaba en Microsoft Windows y Xbox. La versión 3.0, lanzada el 1 de diciembre de 1997 introdujo el bloqueo de ventanas emergentes. En 1998 se desarrolló el primer navegador para dispositivos móviles. Opera 4.0, publicado el 28 de junio del 2000, incluyó la navegación por pestañas.

### Cambio a licenciafreeware
Opera era trialware (tenía que comprarse después de terminado el período de prueba). Pero la versión 5.0, lanzada el 6 de diciembre del 2000, se financiaba con anuncios que se mostraban a los usuarios que utilizaban el navegador gratis. Las versiones siguientes de Opera dieron al usuario la opción de ver los anuncios de banners o anuncios de texto de Google.
La versión 6, lanzada el 18 de diciembre del 2001, introdujo el estándar unicode La versión 7 contó con Presto un nuevo motor de javascript y compatibilidad total con especificaciones como Document Object Model, CSS2.1 (Cascading Style Sheets, segunda revisión) y XHTML (Extensible Hypertext Markup Language o HTML extensible). La versión 7.6, una versión alfa, incorporó un novedoso sistema de reconocimiento de voz basado en XML (VoiceXML), para facilitar la accesibilidad. Posteriormente, se agregó en la versión 8 soporte nativo de gráficos SVG Tiny.
En 2005, Adobe Systems Incorporated integró el motor Presto en varias de sus aplicaciones como Adobe GoLive, Adobe Photoshop, Adobe Dreamweaver y otros componentes de Adobe Creative Suite.
El 20 de septiembre del 2005 surgió la versión 8.5, en la que se retiraron los anuncios y el principal apoyo financiero para el navegador fue a través de los ingresos de Google, el cual por contrato es el motor de búsqueda por defecto de Opera.
En 2006, fueron lanzados Canal Internet y Nintendo DS Browser; los cuales son los navegadores de las consolas de juegos Nintendo Wii y Nintendo DS.
La versión 9.1, publicada el 18 de diciembre del 2006, trajo protección contra el phishing mediante la tecnología de GeoTrust, proveedor de certificados digitales, y PhishTank.
La versión 10 (nombre en clave Peregrine, como el Falco peregrinus) fue lanzada el 2 de septiembre de 2009. La versión 10 trajo una interfaz de usuario mejorada, soporte para estándares aumentada, correcciones de errores de software, mejoras de rendimiento enfocadas sobre todo a JavaScript, y nuevas herramientas para programadores web. El 25 de noviembre de 2009, Opera sacó la versión 10.10, que incluía características como Vistas previas en las pestañas, Opera Turbo, Opera Link y Opera Unite.
El 22 de marzo de 2010 salió la versión 10.51 de Opera que incluyó un nuevo motor Javascript llamado Carakan que lo coronaba como el navegador más rápido del mundo hasta entonces. La versión 10.51 tenía un nuevo entorno gráfico llamado Vega que lo proveía de aceleración por hardware, además de mejoras en estabilidad y en seguridad.
El 14 de junio de 2012 apareció la versión 12. La versión 12 tiene una interfaz más limpia y con temas elegantes; así como un mejor soporte de HTML5, arrastre de archivos a páginas web, interacción con las páginas y la cámara web sin necesidad de instalar programas adicionales (WebRTC). A la versión 12 se le añadió de manera experimental la aceleración por Hardware, WebGL y soporte para versiones de 64 Bits en Windows y Mac Os. Además, la versión 12 aísla los plugins del proceso principal para evitar que el navegador se bloquee si falla algún complemento (como Java, Adobe Flash, etc.).

### Abandono del motor Presto
El 13 de febrero de 2013, Opera Software informó que cambiaría su motor de renderizado Presto por WebKit y que contribuiría con el desarrollo de WebKit y de Chromium. El 4 de abril de 2013, Opera Software anunció que descartó Webkit para unirse a Google en la construcción del motor de renderizado Blink. El 27 de mayo de 2013, salió la versión de prueba Opera Next 15 en la que se incorporó el nuevo motor. El 2 de julio de 2013 apareció la versión estable de Opera 15 con el motor Blink.
El 23 de abril de 2014, Opera Software lanzó para Windows la versión 12.17 que es una actualización del navegador con el motor Presto. Esta versión tiene arreglada la vulnerabilidad con respecto al agujero de seguridad, Heartbleed. Los sistemas operativos Mac OS X y Linux no tendrán versión 12.17 de Opera.

## Características
- Acceso Rápido (Speed Dial): permite guardar en la página de inicio del navegador miniaturas de sitios web seleccionados. Al hacer clic en una miniatura, el usuario visita la página web a la que pertenece la miniatura. Funciona como una especie de marcador (bookmark).

- Administrador de contraseñas.

- Administrador de descargas: permite, entre otras cosas, pausar cualquier descarga y continuarla cuando así se requiera (especialmente útil con archivos grandes), o realizar múltiples descargas simultáneamente llevando una mejor monitorización, así como poder llevar un historial de las mismas.

- Administrador de tareas: muestra información sobre los procesos del navegador; así como la opción de cerrar cada proceso.

- Arrastre de pestañas entre ventanas (Draggable tabs).

- Atajos de teclado.

- Barra de marcadores.

- Bloqueo de publicidad. Opera se caracteriza por restringir todo tipo de espacio publicitario alojado en la página que se encuentra visualizando.

- Bloqueo de ventanas emergentes.

- Captura de pantalla inmediata.

- Descubre (Discover): visualiza noticias y otros tópicos informativos preseleccionados por el navegador. Los contenidos están disponibles en varios idiomas y provienen de medios de comunicación de distintos países, entre ellos España y México.

- Disponibilidad en 61 idiomas y dialectos.

- Eliminación del historial de páginas visitadas, historial de archivos descargados y otros tipos de información privada.

- Estante (Stash): almacena miniaturas de sitios favoritos para ser leídas después. El tamaño de las miniaturas puede ser ajustado por el usuario. Funciona de modo similar a un marcador.

- Extensiones: complementos que se añaden al navegador para ampliar la funcionalidad del mismo. Las extensiones desarrolladas para Chrome pueden ser compatibles con Opera.

- Hibernación de pestañas (tab-hibernation): suspende los procesos de las pestañas en segundo plano que estén inactivas, lo que permite el descenso en el uso de la memoria del ordenador.

- Inspector web: elimina fallos, edita y monitorea páginas web.

- Lista de páginas web recientemente cerradas.

- Navegación con los gestos del ratón: permite navegar y/o ejecutar funciones del navegador utilizando movimientos del ratón de la computadora.

- Navegación privada.

- Opciones para usuarios avanzados: incorpora nuevas funciones que están desactivadas por defecto.

- Opera flags: ofrece funciones que están todavía en fase de experimentación.

- Opera Turbo: opción que mejora la velocidad en conexiones lentas al enviar las páginas web al servidor de Opera para que sean comprimidas antes de que sean descargadas por el usuario.

- Personalización de los motores de búsqueda.

- Protección antifraude: detecta sitios inseguros y phishing.

- VPN gratuita e ilimitada. Disponible a partir de Opera 40. (Podría tratarse de un Proxy según algunas fuentes[26][27])

- Recordar el contenido de las páginas: permite hacer búsquedas de palabras contenidas dentro de las páginas visitadas del historial.

- Temas: son imágenes usadas como fondos para el navegador.

## Opera portable
El programa instalador, descargable desde el sitio oficial de Opera, permite escoger en «Opciones» la alternativa «Instalación autónoma (USB)» para lanzar el navegador como aplicación portátil. La versión portable puede ser ejecutada desde un disco duro, un CD o una memoria USB. No crea accesos directos ni queda como navegador predeterminado. Tampoco interfiere con otros navegadores instalados. Opera portable puede ser eliminado con simplemente borrar la carpeta que lo contiene. Opera portable no deja en la computadora rastros de navegación (excepto una entrada en el registro: HKEY_CURRENT_USER/Software/Opera Software).
Otros sitios web que cuentan con autorización de Opera Software ASA para ofrecer la versión portable son PortableApps.com y Opera@USB.

## Versiones de prueba

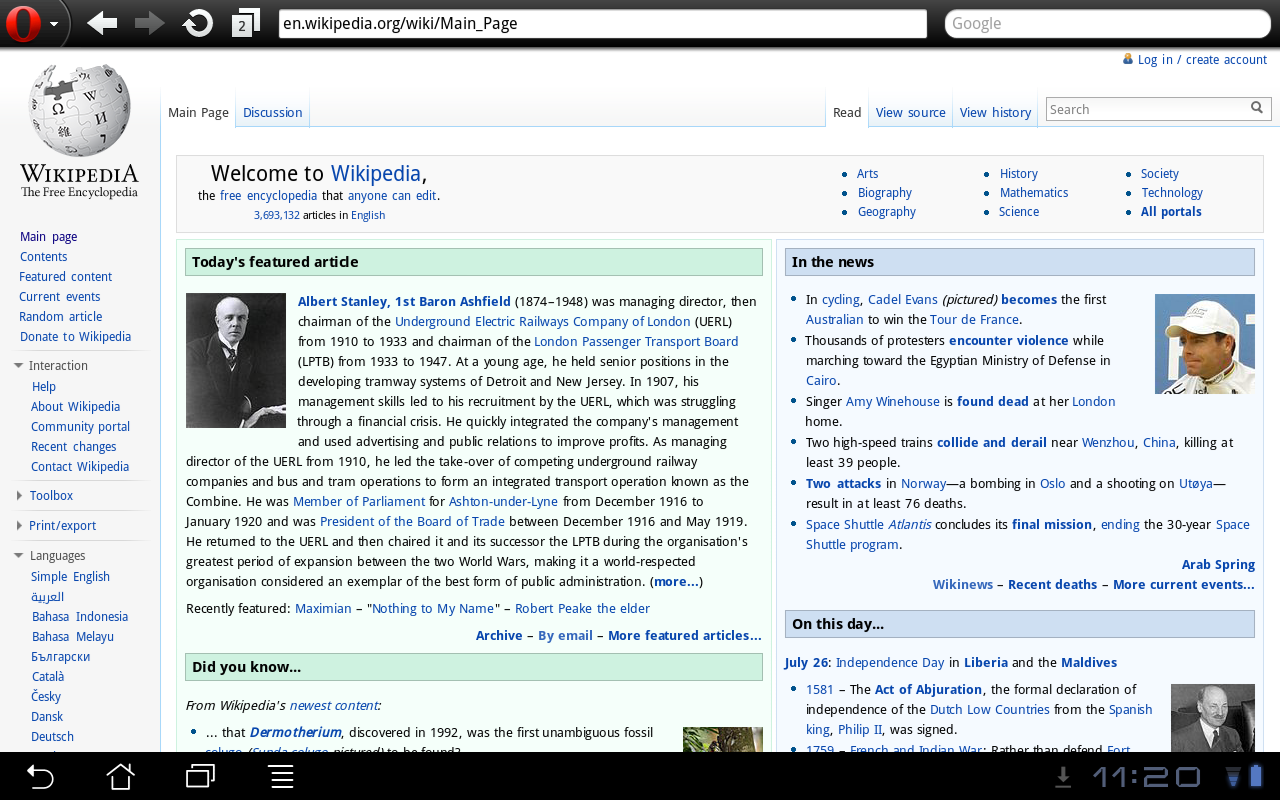
Opera 11.10 para Android 3.1.

Opera tiene dos versiones de prueba para computadoras de escritorio: Opera Beta y Opera Developer. Ambas versiones de prueba pueden instalarse y usarse sin afectar otros navegadores Opera instalados. Opera Beta es la versión inmediata al producto final. Opera Developer es más inestable y está dirigida a desarrolladores y usuarios avanzados para que ensayen las nuevas características que serán incorporadas en la versión final.

## Versiones para otros dispositivos
Opera Mini es un micronavegador gratuito para teléfonos móviles, teléfonos inteligentes, pocket PC y tabletas. Trabaja con Java Micro Edition, así como con otros sistemas operativos móviles. Opera Mini carga las páginas web más rápidamente al pasarlas primero por los servidores de Opera Mini para comprimirlas y enviarlas de vuelta al dispositivo.
El proceso de compresión hace que las páginas web sean vistas en teléfonos de poca capacidad. El 11 de febrero de 2015 fue lanzada una versión beta para Windows Phone 8 y 8.1.
Navegador Opera para Android es un navegador web para teléfonos móviles y tabletas que emplean el sistema operativo Android. Posee el motor de renderizado Blink. Fue lanzado el 21 de mayo de 2013. Tiene las siguientes características:
- Barra de búsqueda y direcciones combinada
- Función Descubre (lista de páginas web con las noticias más recientes)
- Modo todo terreno (carga las páginas más rápido)
- Pestañas de navegación privada

Opera Coast es un navegador web para iPhone e iPad. Fue lanzado el 9 de septiembre de 2013.
Opera TV browser es un navegador para aparatos de TV conectados a Internet y para set-top boxes.

## Recepción
Las versiones con el motor Presto recibieron algunas críticas por los problemas de compatibilidad con ciertos sitios web. Opera Software intentó solucionarlo mediante un archivo JavaScript que arreglaba el renderizado de esas webs. Por otra parte, las versiones con el motor Presto eran elogiadas por tener nuevas funciones (como el apilamiento de pestañas, el Unite o el Speed Dial), buen rendimiento, mejor cumplimiento de los estándares web y soporte para las últimas tecnologías web. Las versiones con el motor Presto ganaron varios premios:
- About.com Best Major Desktop Browser - 2010[44]
- Webware 100 winners, 2009[45]
- Webware 100 winners, 2008[46]
- PC World World Class Award, 2004 and 2005
- Web Host Magazine & Buyer's Guide Editors' Choice
- PC Magazine Testsieger (Test Winner), 2006
- PC Plus Performance Award
- PC World Best Data Product, 2003
- PC World Best i Test, 2003
- Web Attack Editor's Pick, 2003
- ZDNet Editor's Pick, 2000
- Tech Cruiser Award 4 Excellence, 1999

Las versiones con el motor Blink han generado opiniones mixtas entre los usuarios. Algunos alaban la sencillez y elegancia de la interfaz, la velocidad y mayor compatibilidad con sitios web. Otros reprueban la pérdida de muchas características presentes en la versión Presto como por ejemplo el correo integrado o las notas; así como el gran consumo de memoria.
Para enero de 2015, Opera tenía 350 millones de usuarios, según Opera Software. El número de usuarios se distribuía en 51 millones para la versión de escritorio y 270 millones para las versiones móviles.